# Municipio de Brady (condado de Saginaw)
El municipio de Brady (en inglés: Brady Township) es un municipio ubicado en el condado de Saginaw en el estado estadounidense de Míchigan. En el año 2010 tenía una población de 2218 habitantes y una densidad poblacional de 23,21 personas por km².

## Geografía
El municipio de Brady se encuentra ubicado en las coordenadas 43°9′55″N 84°13′18″O / 43.16528, -84.22167. Según la Oficina del Censo de los Estados Unidos, el municipio tiene una superficie total de 95.57 km², de la cual 95,18 km² corresponden a tierra firme y (0,4 %) 0,39 km² es agua.

## Demografía
Según el censo de 2010, había 2218 personas residiendo en el municipio de Brady. La densidad de población era de 23,21 hab./km². De los 2218 habitantes, el municipio de Brady estaba compuesto por el 97,25 % blancos, el 0,72 % eran afroamericanos, el 0,23 % eran amerindios, el 0,41 % eran asiáticos, el 0,54 % eran de otras razas y el 0,86 % eran de una mezcla de razas. Del total de la población el 4,46 % eran hispanos o latinos de cualquier raza.